# Otto Dietrich

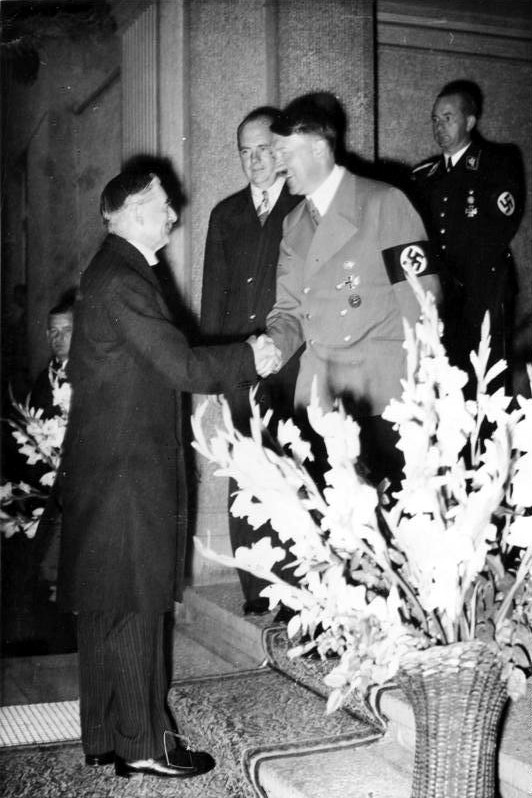
Neville Chamberlain, Paul Schmidt, Adolf Hitler, Otto Dietrich, 1938

Otto Dietrich (31 de agosto de 1897 - 22 de novembro de 1952) foi um SS-Obergruppenführer, do Terceiro Reich, chefe de imprensa e amigo pessoal de Adolf Hitler.
Após a Primeira Guerra Mundial, ele recebeu a Cruz de Ferro (Primeira classe). Então, foi para as universidades de Munique, Frankfurt e Freiburg, aonde se tornou doutor em ciências políticas em 1921.
Era grande apoiador da ideologia Nazista, e se tornou membro do Partido Nazista(NSDAP) logo após sua fundação, em 1919. Em 1 de Agosto de 1931, foi apontado como chefe de imprensa do NSDAP, e no ano seguinte, entrou na SS
Seu trabalho com Joseph Goebbels, foi famoso pelos grandes desentendimentos. Ambos eram obrigados a reparar o erro cometido pelo outro.
Foi julgado pelos seus atos, após o Julgamento de Nuremberg onde foi acusado de crimes contra a humanidade e foi sentenciado por sete anos. Na prisão de Landsberg escreveu o livro "O Hitler que eu conhecia", uma crítica ao regime nazista e a Adolf Hitler.
Dietrich morreu em Düsseldorf.